# Panayiotis Kokoras
Panayiotis Kokoras est un compositeur grec de musique contemporaine, né en 1974 à Ptolemaïda (Macédoine-Occidentale).
Il est président de l'Association des compositeurs grecs de musique électroacoustique (HELMCA).

## Éducation
Panayiotis Kokoras étudie la composition et la guitare classique à Athènes. Il poursuit sa formation en Angleterre où il obtient une maîtrise et un doctorat en composition à l'université de York. Revenu en la Grèce, il enseigne au département de technologie de la musique et l'acoustique, TEI de Crète et depuis octobre 2005, il enseigne au Département de musique de l'Université Aristote de Thessalonique.

## Activité
Il reçoit des commandes de la Fondation Fromm (université Harvard), de l'Ircam, du festival MATA à New York, du Spring Festival (université de York), de la Fondation Gaudeamus (nl) (Pays-Bas). Ses œuvres sont données régulièrement dans des festivals et des séries de concerts du monde entier.

## Prix
Il obtient plus de vingt-sept récompenses, notamment le prix Gianni Bergamo (Suisse) en 2007, la bourse Pierre Schaeffer (Italie) en 2005, un prix de Musica Viva en 2002 et en 2005, le prix Gaudeamus en 2003 et en 2004, Bourges 2008 et en 2004 (France), le prix du concours Jurgenson (Russie) en 2003 et celui du concours international de Séoul (Corée) en 2003.

## Esthétique
Sa musique s'intéresse à la morphologie sonore et sa précision chronotopologique ainsi qu'à la structure physique du son et sa perception. Son répertoire va de pièces acoustiques à des œuvres plurimédias, des improvisations et des pièces pour bande.

## Expérience professionnelle
Panayiotis Kokoras est président de l'Association des compositeurs grecs de musique électroacoustique (HELMCA), et enseigne la technologie musicale et l’acoustique à l’Institut technologique et pédagogique de Crète. Depuis 2005, il donne des conférences à l'université Aristote de Thessalonique (Grèce).

## Discographie
Sa musique est éditée notamment chez Spectrum Press, NOR, Miso Musica, SAN/CEC, Independent Opposition Records, ICMC2004 et distribuée par LOSS, Host Artists Group, et Musica Nova.